# Macrocentrus pallipes
Macrocentrus pallipes är en stekelart som först beskrevs av Christian Gottfried Daniel Nees von Esenbeck 1811.  Macrocentrus pallipes ingår i släktet Macrocentrus och familjen bracksteklar. Arten är reproducerande i Sverige. Inga underarter finns listade i Catalogue of Life.